# 張茂桂
張茂桂（1953年—），生於桃園縣楊梅市（今桃園市楊梅區），台灣學者，為外省籍第二代，108年4月1日起任財團法人大學入學考試中心基金會大學入學考試中心主任，109年4月15日因109學年度學科能力測驗數學科滿級分人數過多，辭去該職以負政治責任。

## 家世
父親原籍湖南漢壽。

## 經歷
- 中央研究院民族學研究所副研究員(1984.07～1993.07)，中央研究院社會學研究所研究員(1993～2000)
- 中央研究院社會學研究所副所長（2000～2006、2009～2011）
- 國立臺灣大學社會科學院社會學系兼任教授（2004～2012、2014～2017）
- 國立清華大學社會人類學研究所、社會學研究所合聘副教授、兼任教授（1985～2007）
- 台灣社會學會理事長(2008.01～2009.12)，長期研究台灣族群與國家認同、社會運動等議題。
- 大學入學考試中心試題研發（2006～2018）
- 國家教育研究院「十二年國民基本教育社會領域課程綱要研修小組」第二屆委員兼召集人、公民與社會科分組召集人（2017～2018）
- 普通高級中學《公民與社會》（99）課綱委員兼召集人（2007～2009）
- 國立編譯館高級中學《公民與社會》教科書審定委員會主任委員（2006～2010）
- 教育部國民及學前教育署國民中小學課程與教學輔導群社會學習領域學習輔導群委員（2014～2018）
- 民間司法改革基金會促進族群和諧公益信託基金會諮詢委員會召集人。
- 澄社成員，共同發起外省臺灣人協會（2006－2008年任理事長），結合立法委員推動「《老舊眷村改建條例》第一、第四與第十四條修正案」保留眷村生活文化。並與吳乃德等人籌組台灣民間真相與和解促進會，著手調查台灣白色恐怖時期的相關事件。
- 2019年4月1日，任職大學入學考試中心主任。因109年大學學測數學滿級分人數14,489人創歷年新高，高分群鑑別度不足，負行政責任，於 2020.02.24 主動請辭獲准。

## 學歷
- 美國普渡大學社會博士
- 美國普渡大學社會碩士
- 國立臺灣大學社會學學士
- 武陵高中

## 外部連結
- 中央研究院 -- 社會學研究所 --張茂桂 (Chang, Mau-Kuei)[永久]